# Anton Ojala
Anton Ojala (ur. 1968) – polityk nowozelandzki, Wysoki Komisarz Niue od lutego 2006 do stycznia 2008, Wysoki Komisarz Jamajki, Wysoki Komisarz Trynidadu i Tobago (od 2019 roku). Wysoki Komisarz mianowany jest przez ministra spraw zagranicznych Nowej Zelandii. Reprezentuje na wyspie władzę Karola III jako króla Nowej Zelandii.